# Cantone di Pontchâteau
Il Cantone di Pontchâteau è una divisione amministrativa dell'arrondissement di Saint-Nazaire e dell'arrondissement di Châteaubriant.
A seguito della riforma approvata con decreto del 25 febbraio 2014, che ha avuto attuazione dopo le elezioni dipartimentali del 2015, è passato da 6 a 13 comuni.

## Composizione
I 6 comuni facenti parte prima della riforma del 2014 erano:
- Besné
- Crossac
- Pontchâteau
- Sainte-Anne-sur-Brivet
- Sainte-Reine-de-Bretagne
- Saint-Joachim

Dal 2015 i comuni appartenenti al cantone sono i seguenti 13:
- Avessac
- Crossac
- Drefféac
- Fégréac
- Guenrouet
- Missillac
- Plessé
- Pontchâteau
- Saint-Gildas-des-Bois
- Saint-Nicolas-de-Redon
- Sainte-Anne-sur-Brivet
- Sainte-Reine-de-Bretagne
- Sévérac